# Hordalék
A hordalék a víz (folyóvíz, állóvizek áramlásai vagy a hullámverés) által mozgatott, szállított szilárd, szemcsés-darabos anyag. A szemcsék méretétől függően változik azok megnevezése: növekvő sorrendben:
- agyag (<0,002 mm),
- iszap (0,002–0,06 mm),

- homok (0,06–2 mm)[1]

- kavics (2–200 mm)
- hömpöly (> 200 mm).

## A  hordalék szállítása
A hordalékmozgás két fő típusa a lebegtetés és a görgetés. Számos kutató a meder fenekén szállított hordalékban megkülönböztetik annak görgetve, illetve vonszolva szállított elemeit. A két mozgástípust többnyire külön tárgyalják, mivel mind jellegük, mind a szállított anyag tömegeloszlása markánsan különbözik.
A legfinomabb szemcséket (ezek mindig agyagásványok) a víz mindig lebegtetve, a legdurvábbakat (azaz legnagyobbakat) mindig görgetve-vonszolva szállítja. Mozgásukat döntően a folyó turbulenciája határozza, bár a hullámzás szerepe is jelentős lehet.
A görgetett hordalék szemcséit-darabjait víz a meder fenekén görgeti, illetve csúsztatja. A kisebbek a heves turbulenciák hatására időnként fel is ugranak (ez a folyamat a szaltáció, de soha nem távolodnak el túlzottan a fenéktől, ahová gyorsan vissza is hullanak.
A jellemző szemcseméretet a víz sebessége, a hordalék tömegét a víz teljes mozgási energiája szabja meg; utóbbit éppen ezért „hordalékszállító képességnek” is nevezzük. Ha a közeg hordalékszállító képessége nagyobb a hordalék aktuális mennyiségét, akkor a víz (a mederből, illetve a partfalból) további hordalékot vesz fel, amíg egyensúlyba nem kerül — ha viszont több benne a hordalék, mint amennyit szállítani képes, akkor annak egy részét lerakja. A folyóvízi szállítás jellemző sajátossága az egyenetlen vízjárás és az ezzel változó munkavégző (=hordalékszállító) képesség. A folyóvizek átlagos hordalékszállító képességét a meder esése (az úgynevezett reliefenergia) határozza meg. Ennek megfelelően szakaszoljuk a medreket:
- felső szakaszúak azok a völgyek, amelyekben a meder esése nagy, ezért a víz a hordalékot felveszi;

- közép(ső) szakaszúak azok a völgyek, amelyekben a meder esése közepes, ezért a hordalékszállítás és munkaképesség egyensúlyban van (a szakaszra érkező és az azt elhagyó hordalék mennyisége azonos);

- alsó szakaszúak azok a völgyek, amelyekben a meder esése csekély, ezért a víz a hordalék egy részét lerakja, majd medrét változtatva az így lerakott hordalékot kerülgeti.[4]

Főleg a sekély vizekre jellemző, hogy azokat a nagy szelek felkavarhatják; ilyenkor bennük a hordalék mennyisége megnő.

## A  hordalék lerakása
Kisvíz idején, amikor ez a képesség kicsi, a víz a hordalék egy részét lerakja a mederben, és abból különböző akkumulatív formákat (szigeteket, övzátonyokat) épít. Az árvizek ezeket az átmeneti formákat elbontják, és a hordalékot továbbviszik (Pallas). A többi hordalékkal együtt szállított (jellemzően aprószemű, kemény és nagy fajlagos tömegű) nehézásványok eközben elsüllyednek a korábban lerakott nagyobbszemű törmelék pórusaiban; így alakulnak ki ezek úgynevezett torlatos lelőhelyei a sodorvonal környékén.
Az árvíz idején a mederből az ártérre (hullámtérre( kilépő víz sebessége hirtelen lecsökken, ezért a finomszemű anyagot lepelként szétteríti, a durvább törmeléket pedig az ideiglenes sodorvonal környékén, úgynevezett part hátakban halmozza fel.
A lerakott hordalék olyan, törmelékes jellegű laza üledék, amelyet a kőzetté válás (diagenezis) folyamatai — jellemzően a törmöödés és cementálódás — évmillók alatt üledékes kőzetté alakíthatnak.

## A  hordalék osztályozottsága
A görgetve-vonszolva szállított hordalék összetétele nagyban, a lebegtetetté kevésbé függ a víz áramlási sebességétől, illetve a hullámenergiától. A közel szabályos mederben lassan folyó víz áramlása közel lamináris; a sebesség növelése és a meder egyenetlenségei turbulenciákat alakítanak ki, és ezek az örvénymozgások egyrészt növelik a hordalékszállító képességet, másrészt felkavarják a hordalékot. Ebből adódóan a hordalékból képződött laza üledék osztályozottsága (a szemcseméretek értéktartománya) sokat elárul az egykori vízfolyás mederviszonyairól. Azokban az üledékekben, amelyekben az egykor a meder fenekén, illetve lebegtetve szállított szemcsék vegyesen fordulnak elő, a szemcseméretek eloszlása kétmaximumos.

## A  hordalék koptatottsága
A szállított szemcsék (főleg a turbulenciák hatására rendszeresen egymáshoz ütődnek, és ezek az ütközések tördelik, illetve koptatják őket. Figyelembe véve, hogy a keményebb szemcsék lassabban kopnak, mint a puhábbak, az egyes szemcsék koptatottságát összehasonlítva megbecsülhetjük a szállítási útvonal hosszát és vele a lepusztult kőzetanyag származási helyét.